# Huclier
Huclier település Franciaországban, Pas-de-Calais megyében. Lakosainak száma 155 fő (2022. január 1.). Huclier Tangry, Hestrus, Troisvaux, Valhuon és Conteville-en-Ternois községekkel határos.

## Népesség
A település népességének változása:
| Lakosok száma | 125  | 130  | 135  | 137  | 140  | 144  | 154  | 154  | 155  |
|               | 2013 | 2015 | 2016 | 2017 | 2018 | 2019 | 2020 | 2021 | 2022 |